# Kościół bł. Karoliny Kózkówny w Wanatach
Kościół bł. Karoliny Kózkówny w Wanatach – kościół parafialny pod wezwaniem Karoliny Kózkówny w Wanatach. Kościół jest świątynią parafialną rzymskokatolickiej parafii pod tym samym wezwaniem.

## Historia
Kościół według projektu architekta Zygmunta Fagasa wybudowano w latach 1990-2000. 21 września 1991 r. biskup częstochowski Stanisław Nowak wmurował kamień węgielny, poświęcony przez papieża Jana Pawła II podczas Światowego Dnia Młodzieży na Jasnej Górze 15 sierpnia 1991 r. Świątynia została uroczyście poświęcona przez arcybiskupa Stanisława Nowaka 16 lipca 2000 r.